# Войсковая часть № 10003
Войскова́я ча́сть № 10003 (в/ч 10003) — условное обозначение ныне несуществующего формирования Министерства обороны СССР (затем — Минобороны России), созданного для изучения возможностей военного применения паранормальных явлений.
Существовало с 1989 по 2003 год. С 1997 по 2003 год действовало в статусе управления Генерального штаба Вооружённых cил Российской Федерации. Полное наименование — Экспертно-аналитическое управление по необычным возможностям человека и особым видам вооружений, сокращённое — ЭАУ ГШ ВС России.

## История
В конце 1980-х годов к Министру обороны СССР маршалу Д. Т. Язову участились обращения экстрасенсов, предлагающих свои услуги. Экстрасенсы обещали без труда разыскивать вражеские подводные лодки, обнаруживать исчезнувшие корабли, людей, диагностировать и лечить болезни. Генеральному штабу Вооруженных сил СССР была поставлена задача — проанализировать необычные предложения заявителей и изучить возможность применения их «сверхспособностей» на практике. Для решения этой задачи в 1989 году директивой начальника Генерального штаба ВС Союза ССР генерала армии М. А. Моисеева была образована войсковая часть № 10003 (в/ч 10003).
Командиром войсковой части был назначен полковник А. Ю. Савин, к тому времени зарекомендовавший себя проведением ряда исследований в данной области.
Оценку уровня феноменальных возможностей человеческой психики люди Савина производили на основании наработок академика Ю. В. Гуляева, профессора Э. Э. Годика, вопросом также занимался академик Н. Д. Девятков.
В 1990 году только на «философское» направление в/ч 10003 было потрачено около 5 млн рублей. При Государственном комитете СССР по науке и технике при непосредственном участии в/ч 10003 был создан Межотраслевой научно-технический центр венчурных и нетрадиционных технологий (МНТЦ ВЕНТ), который занимался, в частности, изучением несуществующих в природе «торсионных полей».
По утверждению Савина, в начале 1990-х годов была получена «экстрасенсорная информация» о возможном ядерном взрыве в районе шотландского города Глазго, о чём было сообщено властям Великобритании.
Савин также заявлял, что во время Первой чеченской войны его подчинённые обнаруживали минные поля чеченских боевиков, определяли местонахождение их командных пунктов, направления террористических атак.
В 1997 году в/ч 10003 получила статус управления Генерального штаба, был сформирован штат, состоящий из двух генералов и восьми полковников, которые контролировали деятельность более 120 солидных организаций и ведомств, участвующих в проекте. Савину было присвоено воинское звание «генерал-лейтенант».
К 2000 году управление насчитывало более полусотни людей, половина из которых были гражданские.

## Критика
В начале 2000-х деятельность управления подверглась резкой критике со стороны Э. П. Круглякова — председателя Комиссии по борьбе с лженаукой и фальсификацией научных исследований — и ряда других учёных, что привело к расформированию управления к концу 2003 года.

## Аналог в США
Аналогичные исследования велись по заказу Министерства обороны США и ЦРУ в рамках проекта «Звездные врата» в 1972—1995 годах и были прекращены в связи с бесперспективностью.